# Neuromast

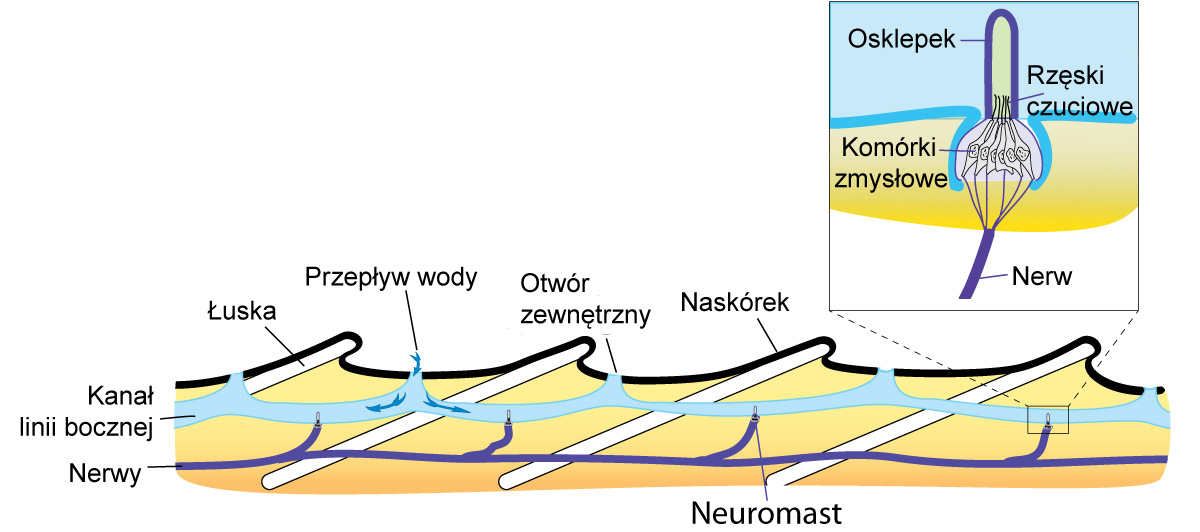
Linia boczna ryby i neuromast kanałowy

Neuromast – mechanoreceptorowe ciałko czuciowe, występujące w skórze i linii bocznej ryb oraz linii bocznej płazów (zwłaszcza kijanek). Jego zadaniem jest rejestrowanie zaburzeń hydrodynamicznych środowiska wodnego. Duża liczba neuromastów umożliwia m.in. odnajdowanie prądów o odpowiednim kierunku i szybkości czy lokalizowanie w wodzie obiektów, w tym ofiar i drapieżników.
Pojedynczy neuromast stanowi ciałko złożone z kilku komórek czuciowych i położonych między nimi komórek podporowych. Każda komórka czuciowa zakończona jest jedną dłuższą rzęską, zwaną kinocylium i pęczkiem krótszych rzęsek – stereocyliów. Stereocylia stopniowo zwiększają długość i usytuowane są po jednej stronie kinocylium. Położenie kinocylium względem stereocyliów definiuje płaszczyznę polaryzacji komórki, a tym samym kierunek w którym jest ona najbardziej wrażliwa na przepływ płynu. Sąsiadujące komórki czuciowe zwrócone są kinocyliami w strony przeciwne (kąt 180°), tworząc dla całego neuromastu jedną oś największej wrażliwości na bodźce. Zespół komórek czuciowych i podporowych otacza galaretowaty osklepek, który zapewnia mechaniczne połączenie między środowiskiem wodnym a rzęskami komórek.
Zasadniczo wyróżnia się u ryb dwa typy neuromastów: powierzchniowe i kanałowe.
Neuromasty powierzchniowe występują u wszystkich ryb. Znajdują się w naskórku, opierając się podstawą na skórze właściwej lub jej brodawkowatych wypukłościach. Obecne są na głowie i tułowiu. Mają kształt owalny lub diamentowaty i osiągają rozmiary od około 10 do 50 μm. Tworzą zgrupowania, liniowe serie lub występują pojedynczo. Są szczególnie liczne u ryb pelagicznych i zasiedlających wody o szybkim nurcie.
Neuromasty kanałowe występują u większości ryb. Ukryte są w kanałach linii bocznej biegnących w skórze, a nawet kościach, w głowie i po bokach ciała. Mogą być okrągłe, owalne, diamentowate lub wydłużone i osiągają rozmiary od około 400 μm. Są dominującą formą neuromastów u ryb przydennych i jaskiniowych.
Obok wymienionych, u niektórych ryb spodoustych występują także pojedyncze neuromasty w położonych w skórze właściwej zamkniętych pęcherzykach, zwanych pęcherzykami Saviego. Budową przypominają neuromasty kanałowe i przypuszczalnie odpowiadają za wychwytywanie zmian ciśnienia wody.
U wczesnych płazów neuromasty wbudowane były w kości. U form współczesnych tworzą linie w powłoce wspólnej z osklepkami położonymi w naskórku. Większość płazów ma neuromasty przynajmniej w stadium kijanki, ale nie występują one wcale u niektórych płazów beznogich. U większości płazów beznogich neuromasty zorganizowane są w pojedyncze linie. U większości płazów ogoniastych neuromasty zachowują się również u form dorosłych. Zorganizowane są w podwójne i potrójne rządki oraz podzielone w płaszczyźnie poprzecznej „ściegi” (ang. stiches), czyli neuromasty wtórne. Kijanki płazów bezogonowych mają zwykle tylko neuromasty wtórne i w większości tracą je w trakcie przeobrażenia w postać dorosłą. Liczba komórek zmysłowych, budujących neuromasty danej linii, a także ich wielkość i organizacja wykazują u płazów zmienność, również w obrębie tego samego gatunku.